# Westerbottens enskilda bank

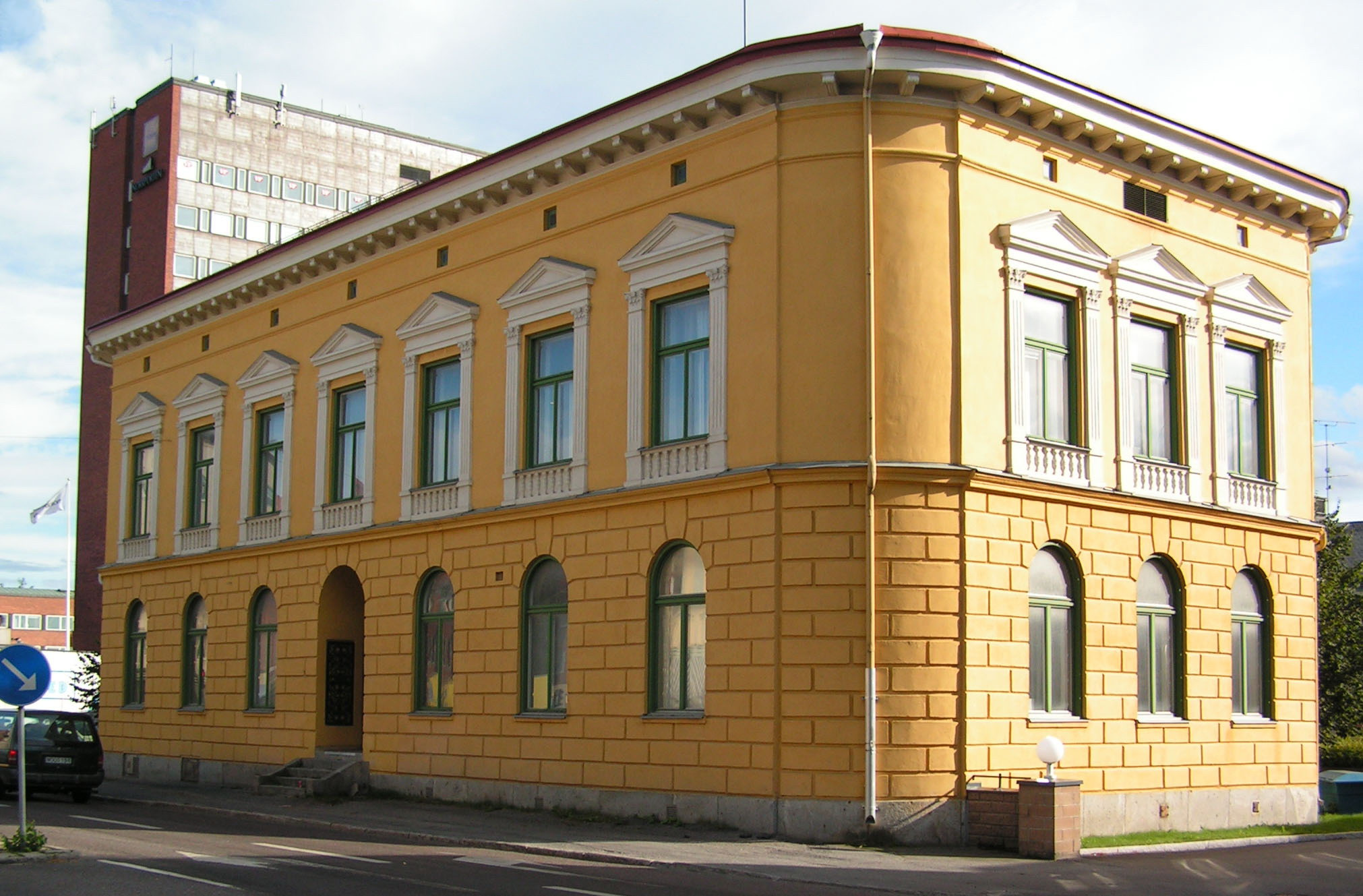
Det första bankhuset i Umeå, uppfört 1877.

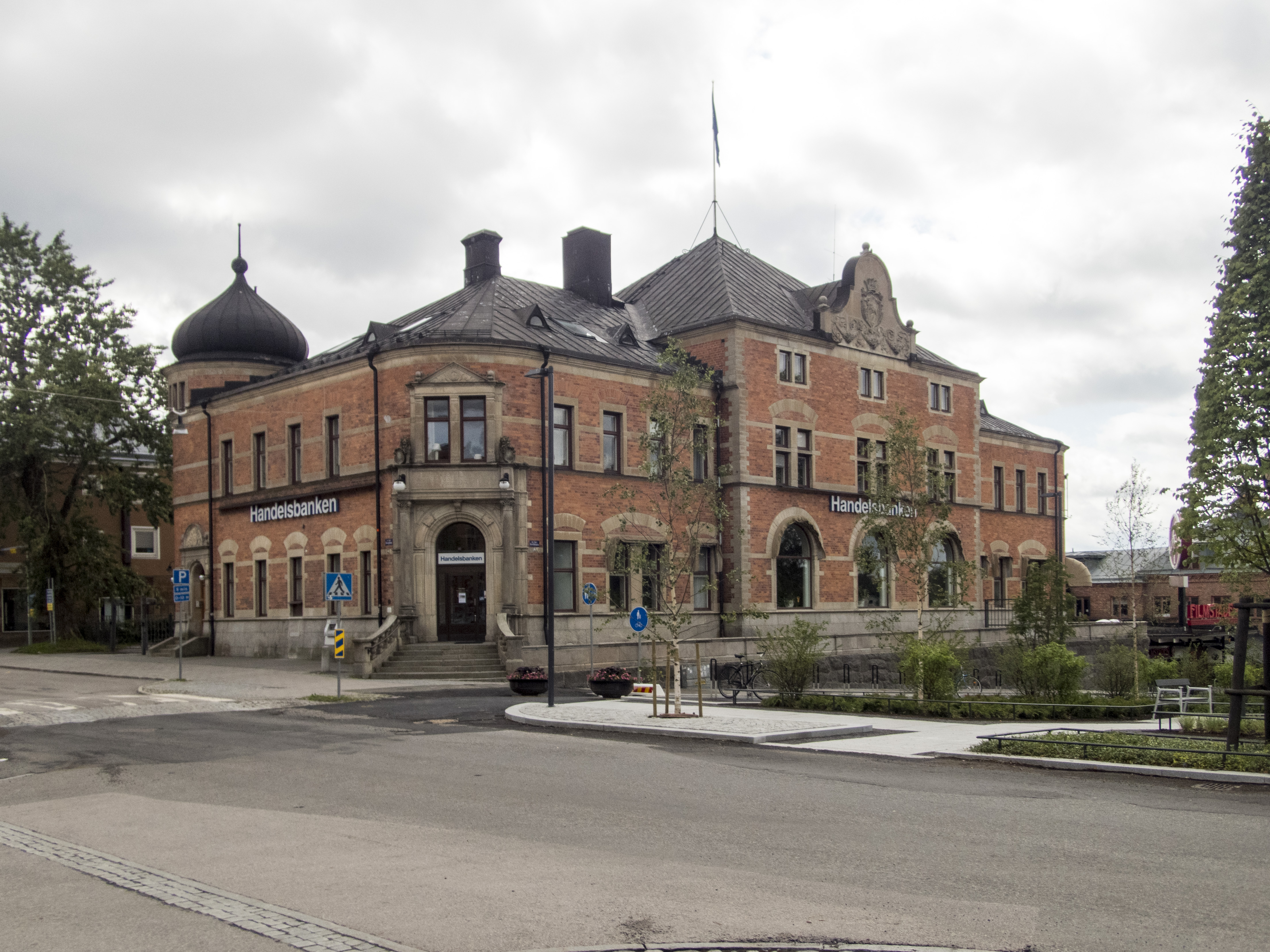
Det andra bankhuset, uppfört 1894.

Westerbottens enskilda bank var en svensk affärsbank med säte i Umeå som var verksam mellan 1866 och 1898.
Banken erhöll oktroj i april 1865 och påbörjade verksamheten vid ingången av 1866 som första länsbank i Västerbotten. Banken övertog verksamheterna från Filialbanken i Skellefteå (1866), Västerbottens läns filialbank (1867), Norrbottens läns filialbank (1871) och Filialbanken i Piteå  (1878). 
1898 fastställdes en ny bolagsordning varvid Bankaktiebolaget Stockholm-Öfre Norrland bildades och huvudkontoret flyttades till Stockholm. Utöver kontoret i Umeå fanns nu avdelningskontor i Skellefteå, Piteå, Luleå, Haparanda, Gällivare, Gävle, Falun och Kiruna, samt expeditionskontor i bland annat Åsele, Edsbyn, Burträsk, Djursholm, Lycksele och Vindeln. Till förste styrelseordförande utsågs kammarrättsrådet Johan Östberg. I styrelsen ingick även byråchef Edward Kinberg, jägmästare Nils Ringstrand, major Leopold Grahn och industrimannen Egil Unander-Scharin. Vd åren 1904–1910 var den finlandssvenske greven och bankmannen Carl Mannerheim
Banken kom så småningom att bli del av Svenska Handelsbanken.